# Nervo coclear
Nervo coclear é o nervo que está internamente ligado à cóclea ou, como chamado popularmente, caracol. Faz parte do nervo vestibulococlear (o oitavo nervo craniano).